# 12.º Prêmio Jabuti
O 12º Prêmio Jabuti foi realizado em 1970, premiando obras literárias referentes a lançamentos de 1969.

## Prêmios
Os premiados foram:
| Categoria                                          | Obra                                        | Autor                     |
| Personalidade literária do ano                     |                                             | Gilberto Freyre           |
| Autor revelação - Literatura adulta                | O nariz do morto                            | Antonio Carlos Vilaça     |
| Biografia e/ou memórias                            | A vida turbulenta de José do Patrocínio     | Raimundo Magalhães Júnior |
| Ciências Humanas (exceto Letras)                   | Bibliografia brasileira no período colonial | Rubens Borba de Moraes    |
| Ciências Naturais                                  | A criação de abelhas indígenas sem ferrão   | Paulo Nogueira Neto       |
| Contos / Crônicas / Novelas                        | Lucia McCartney                             | Rubem Fonseca             |
| Estudos literários (ensaios)                       | O caráter social da literatura brasileira   | Fábio Lucas               |
| Literatura infantil                                | O menino mágico                             | Rachel de Queiroz         |
| Melhor crítica e/ou noticiário literário (jornais) | Correio do Livro                            | José Fonseca Fernandes    |
| Poesia                                             | Poemas do outro                             | Lupe Cotrim Garaude       |
| Romance                                            | Pátio das donzelas                          | Maria de Lourdes Teixeira |

## Ver Também
- Prêmio Prometheus
- Os 100 livros Que mais Influenciaram a Humanidade
- Nobel de Literatura